# 方枝黄芩
方枝黄芩（学名：Scutellaria delavayi）为唇形科黄芩属下的一个种。

## 扩展阅读
- 維基物種上的相關：方枝黄芩